# Berek, Gradiška
Berek je naselje v občini Gradiška, Bosna in Hercegovina. 

## Deli naselja
Berek, Brdo Jerkovo, Džakule, Lukići, Poljice, Sladojevići in Vrtovače.

## Prebivalstvo
| Pregled števila prebivalcev po letih | Pregled števila prebivalcev po letih | Pregled števila prebivalcev po letih | Pregled števila prebivalcev po letih | Pregled števila prebivalcev po letih | Pregled števila prebivalcev po letih |
| ------------------------------------ | ------------------------------------ | ------------------------------------ | ------------------------------------ | ------------------------------------ | ------------------------------------ |
| 1948                                 | 1953                                 | 1961                                 | 1971                                 | 1981                                 | 1991                                 |
| -                                    | -                                    | -                                    | 524                                  | 526                                  | 482                                  |

| Narodna sestava prebivalstva po letih                                                                                       | Narodna sestava prebivalstva po letih                                                                                         | Narodna sestava prebivalstva po letih                                                                                        |
| --- | --- | --- |
| 1971 | 1981 | 1991 |
| . skupaj: 524 Srbi 501 (95,61 %) Hrvati 15 (2,86 %) Muslimani 0 (0,00 %) Jugoslovani 0 (0,00 %) drugi in neznano 8 (1,52 %) | . skupaj: 526 Srbi 355 (67,49 %) Hrvati 7 (1,33 %) Muslimani 0 (0,00 %) Jugoslovani 162 (30,79 %) drugi in neznano 2 (0,38 %) | . skupaj: 482 Srbi 456 (94,60 %) Hrvati 3 (0,62 %) Muslimani 0 (0,00 %) Jugoslovani 13 (2,69 %) drugi in neznano 10 (2,07 %) |